# 11495 Fukunaga
11495 Fukunaga è un asteroide della fascia principale. Scoperto nel 1988, presenta un'orbita caratterizzata da un semiasse maggiore pari a 2,4182392 UA e da un'eccentricità di 0,2285782, inclinata di 1,03693° rispetto all'eclittica.